# Оброшинський дендропарк
Обро́шинський дендропа́рк — дендрологічний парк загальнодержавного значення в Україні. Розташований у межах Пустомитівського району Львівської області, в селі Оброшине. 
Площа 5 га. Підпорядкований Науково-дослідному інституту землеробства і тваринництва західних областей України. Парк засновано 1730 року, сучасний статус — з 1983 року. 
Колекція парку налічує понад 60 видів дерев і чагарників, серед яких є рідкісні та екзотичні: дуб звичайний пірамідальної форми, ліріодендрон тюльпановий, платан західний, магнолія Кобус, катальпа чудова, клен цукровий, різні види туї, горіхів, лип та інше. Парк розбитий у ландшафтному стилі з використанням системи ставків та архітектурних споруд, зокрема розміщеного поряд Палацу архієпископів. 
У 1960-х рр. в дендропарку було створено зоологічний куток, де утримувались екзотичні тварини: плямистий олень, гуска індійська, казарка, огар тощо. Невеликий звіринець існує донині. Див. також «Зоопарк» (Оброшине). 
Дендропарк має наукове, господарське та ландшафтно-естетичне значення.

## Фотографії

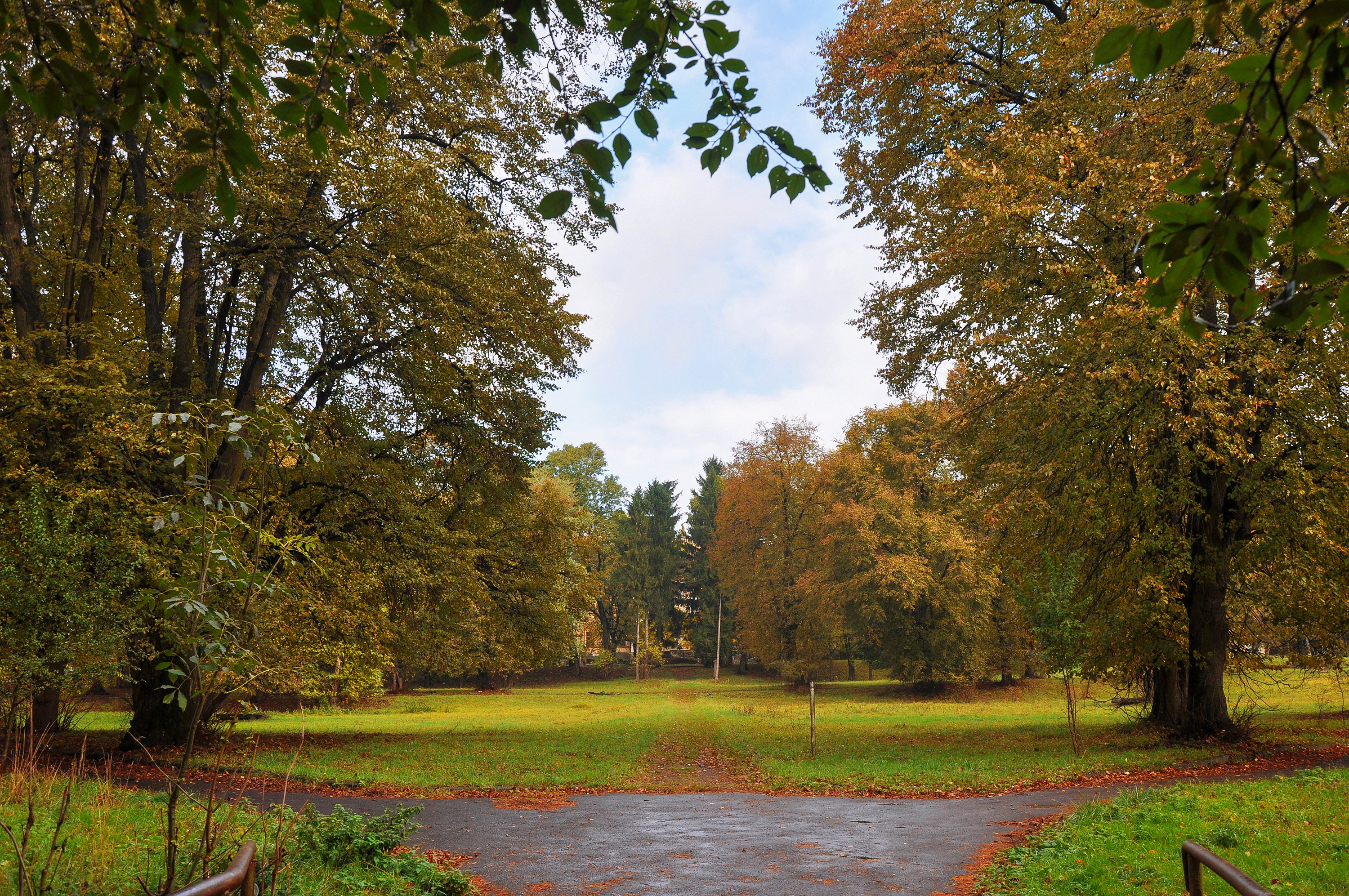
Загальний вигляд
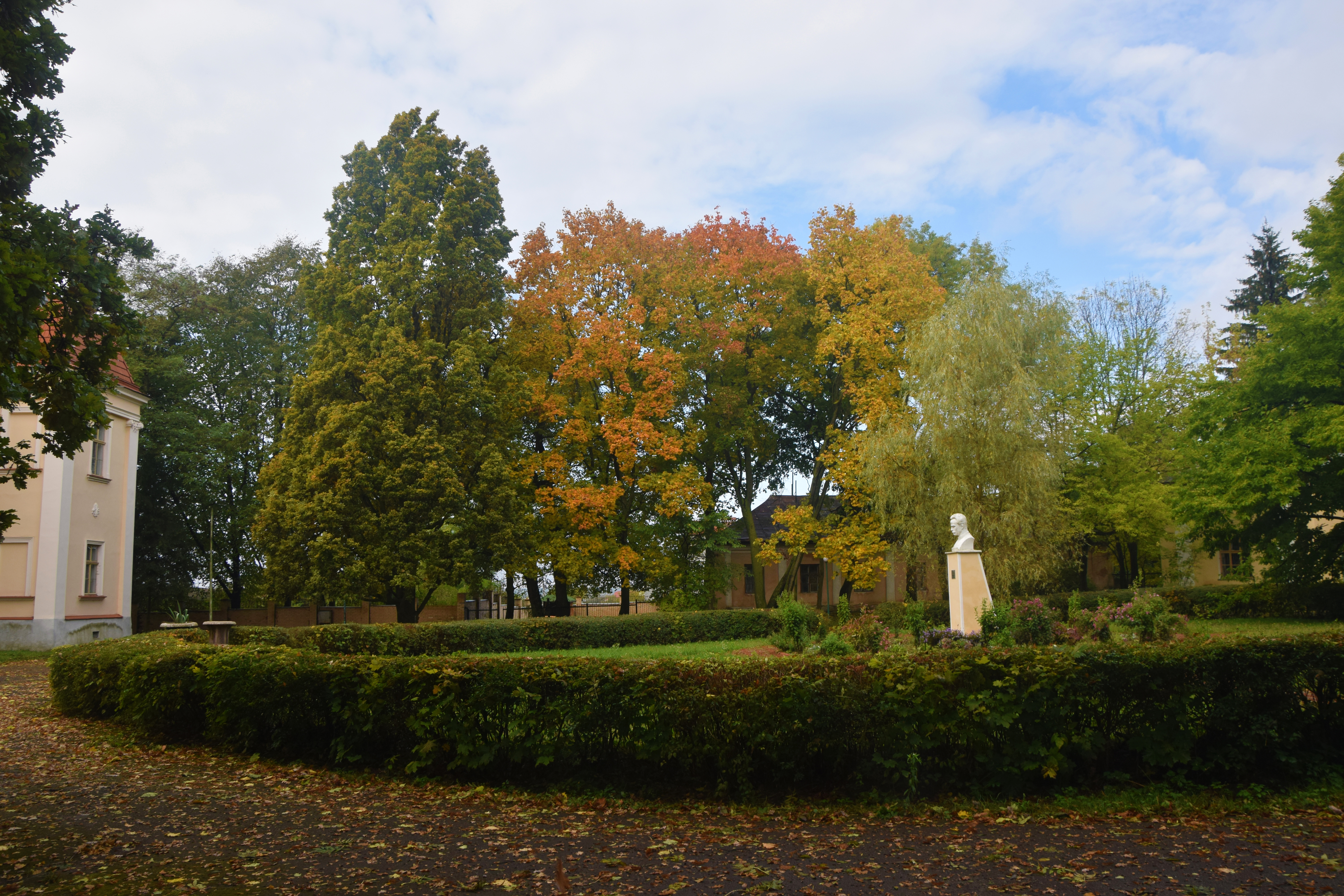
Клумба біля палацу
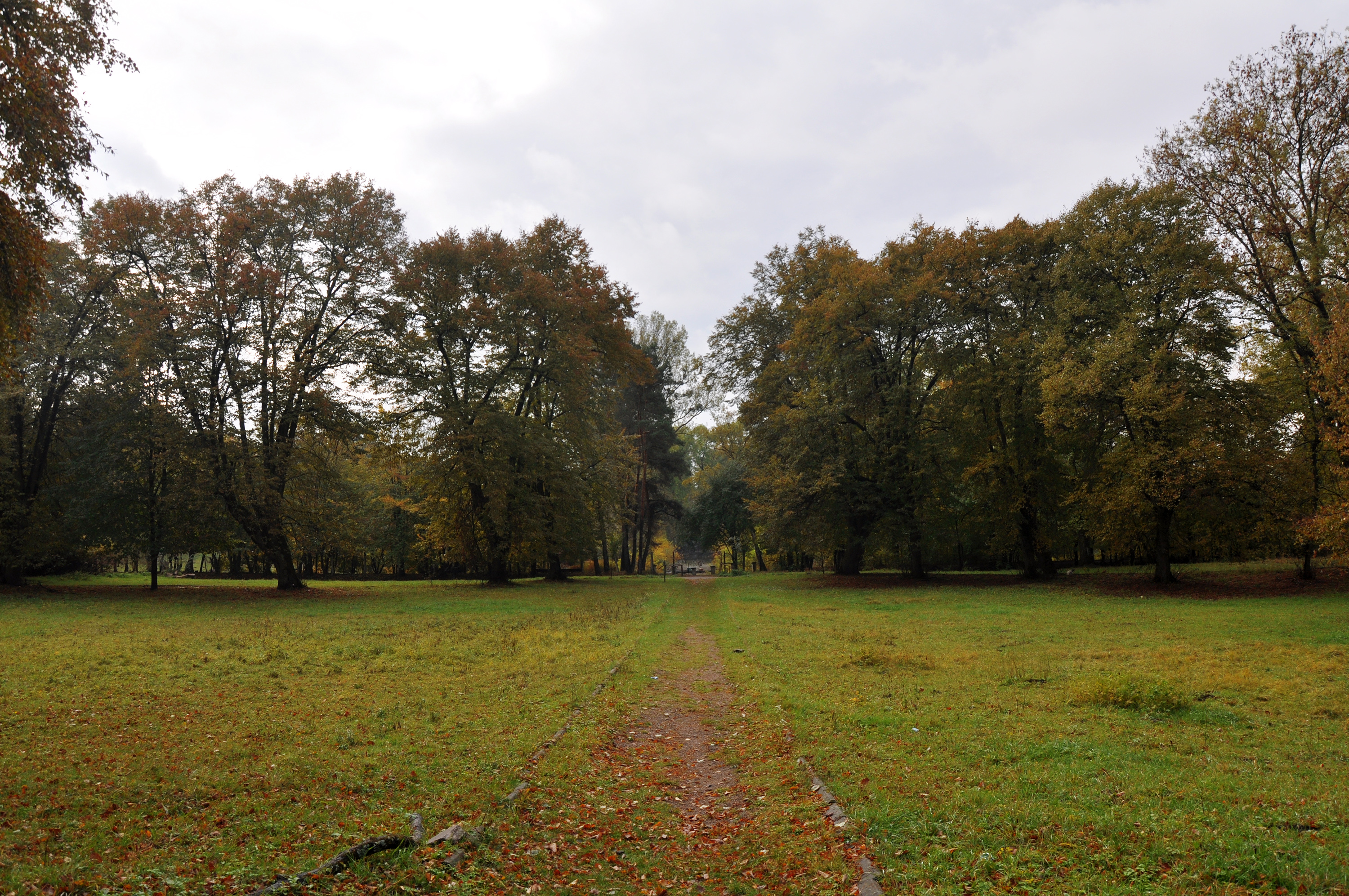
Велика поляна
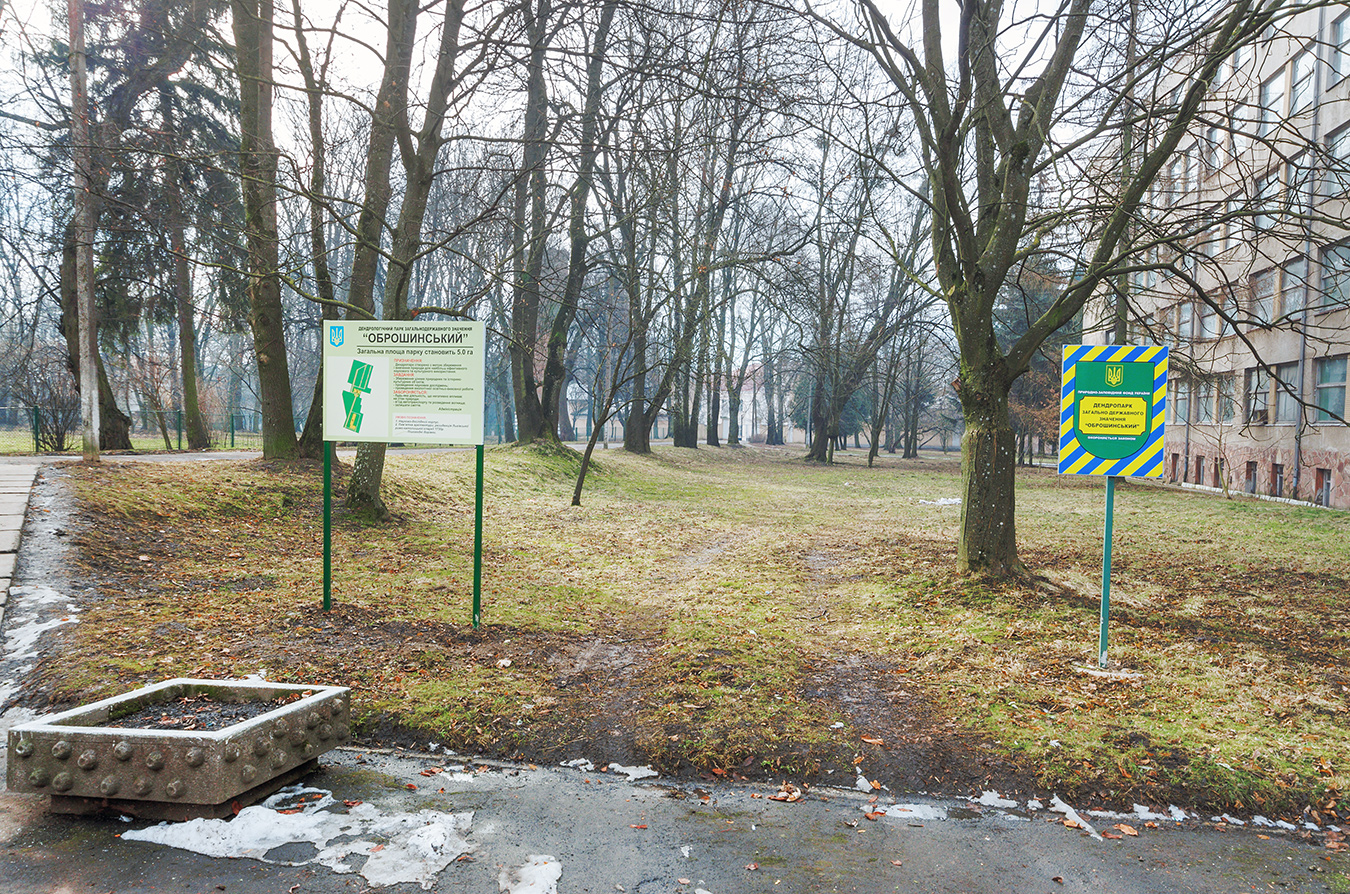
Біля інституту
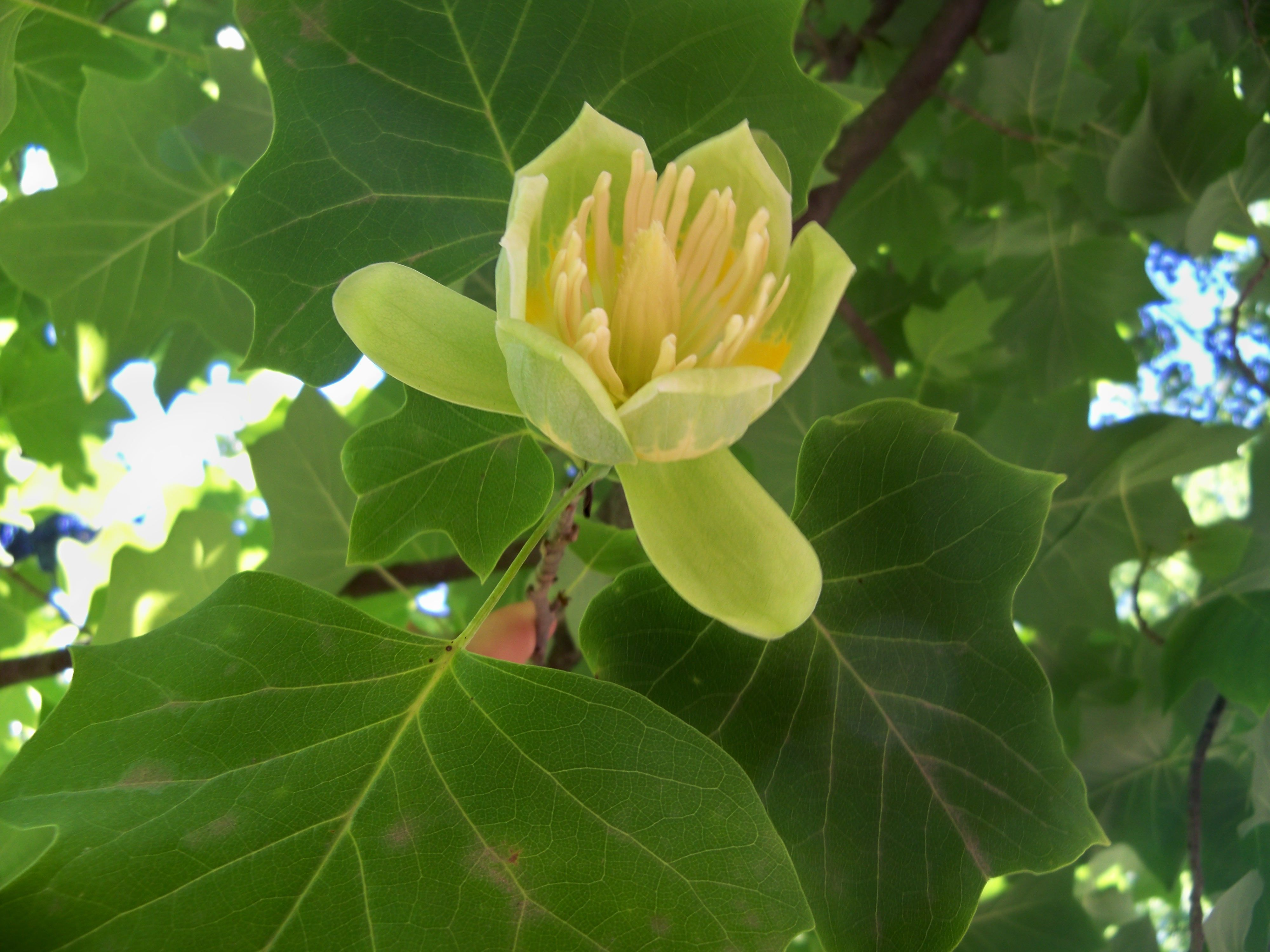
Квітка тюльпанового дерева
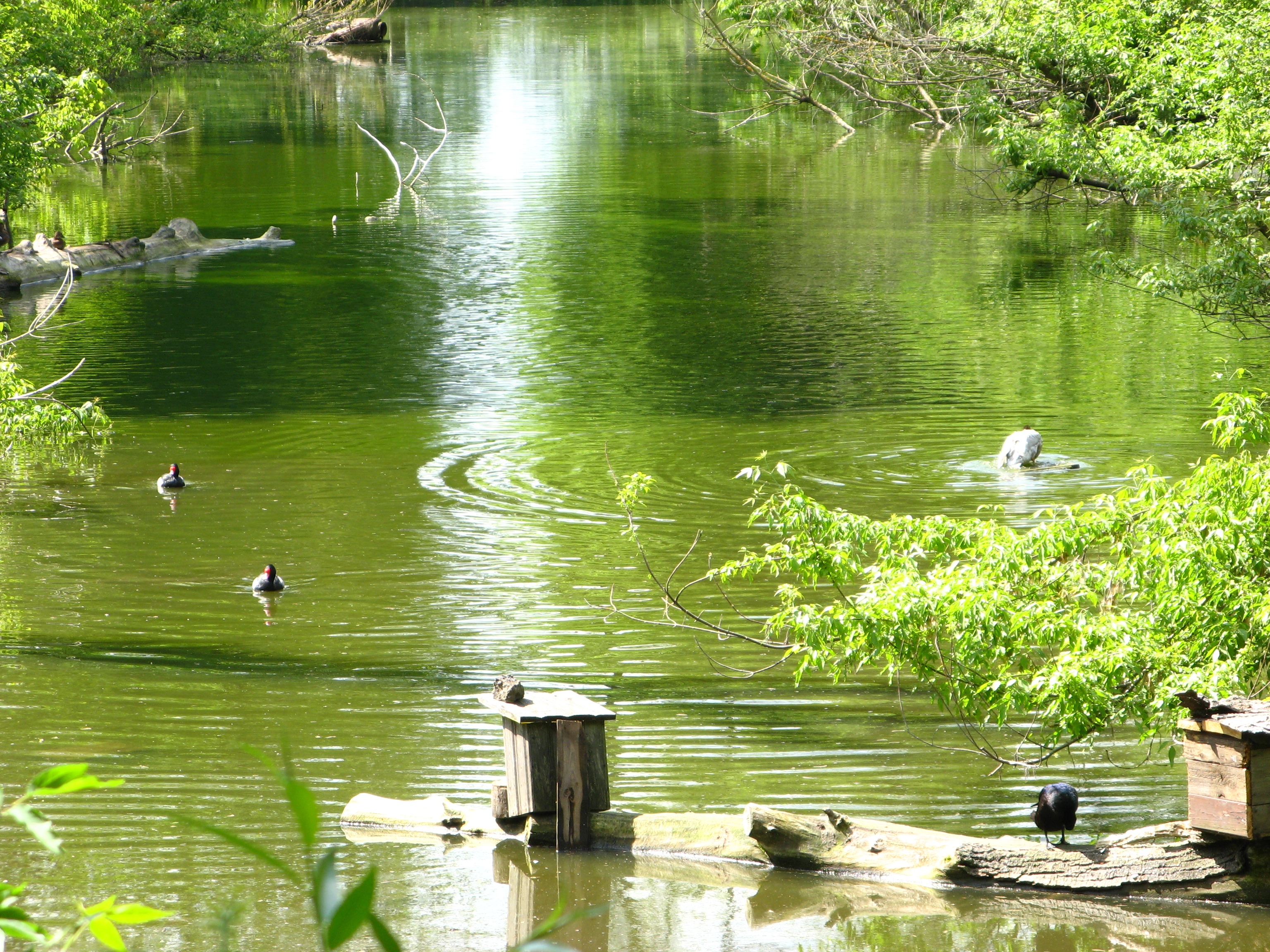
Один зі ставків
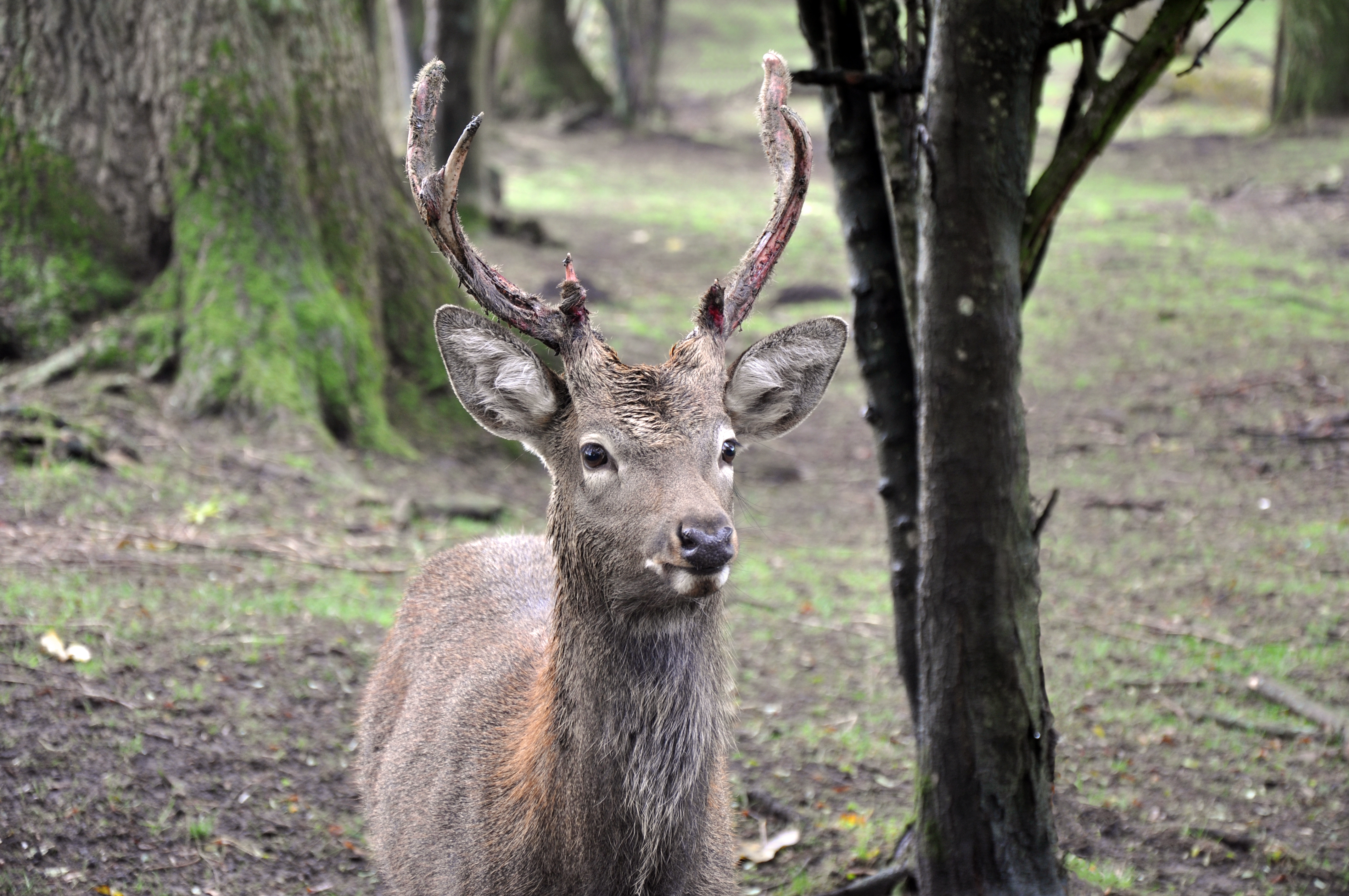
Олень
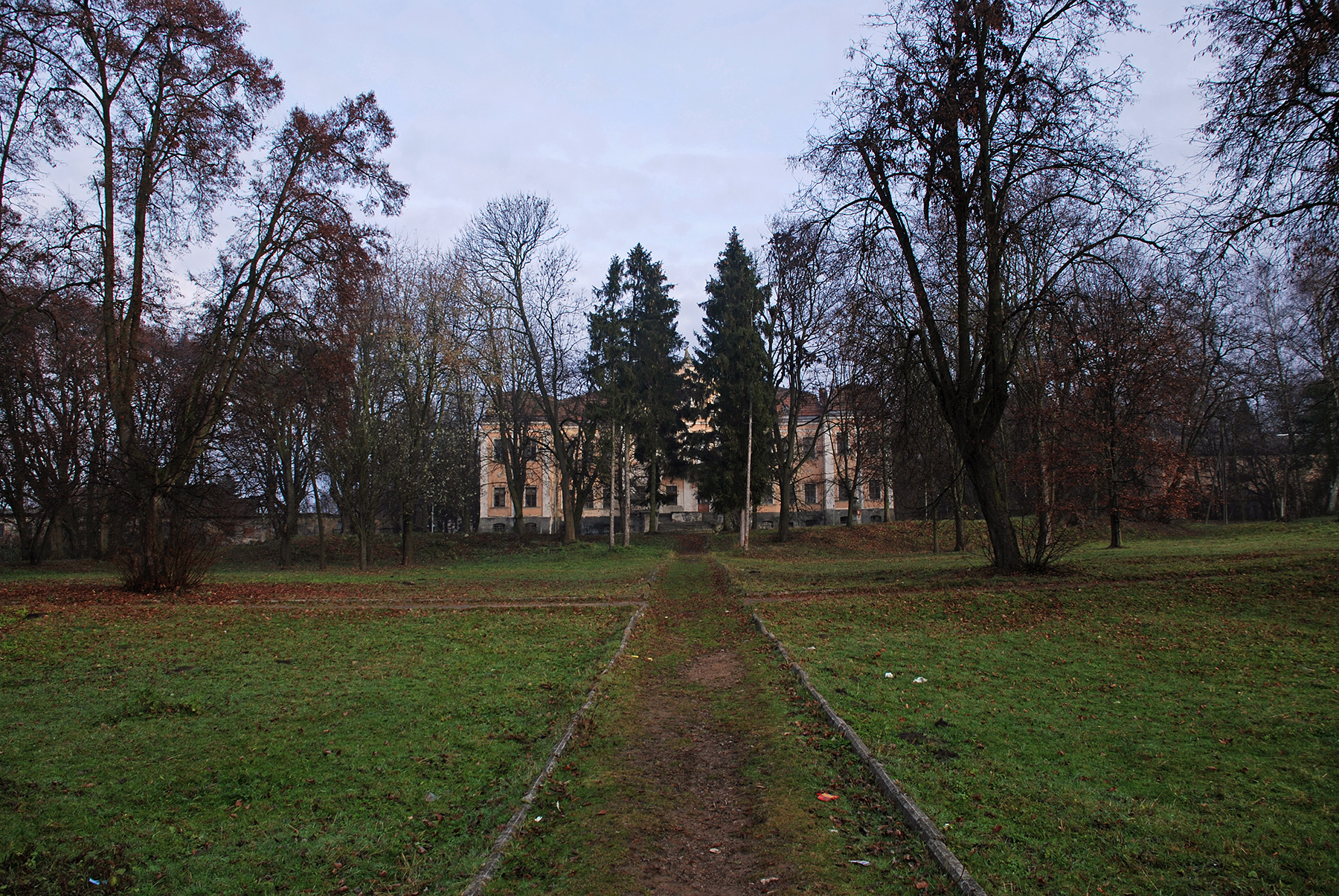
Алеї в парку